# جون بابوريلي
جون باربيرولي بالإنجليزية John Barbirolli
(م. 2 ديسمبر 1899 – 29 يوليو 1970) مايسترو إنجليزي.
درس التشيللو في الأكاديمية الملكية للموسيقى وعام 1916 أصبح أصغر عازف في أوركسترا بلاط الملكة. بعد أن خدم في الجيش أثناء الحرب العالمية الأولى أكمل العزف في أوركسترات لندن حيث بدأ في العشرينات قاد عروض الأوبرا والأوركسترا في لندن والأقاليم. في أعوام 1936-1937 قضى عشرة أسابيع كمايسترو زائر في أوركسترا نيويورك الفيلهارموني والموسم التالي ورشح ليخلف أرتورو توسكانيني كمايسترو رئيسي للأوركسترا. لم يكن مستعدا تماما للمنصب والمقارنات غير الجيدة مع خليفته نشأت عام 1943 عاد إلى إنجلترا كمايسترو دائم لأوركسترا هاله في مانشستر التي ظل مرتبطا بها حتى نهاية حياته. سماه رالف فون وليامز "جون المجيد"، كشف باربيرولي عن مزاج رومانسي. كمايسترو كان يشجع الأوركسترات على المعالجات الحماسية لمالر وريتشارد شتراوس وسبيليوس وبرع في موسيقى إلجار ودلياس وباكس وفون وليامز.

## وصلات خارجية
- جون بابوريلي على موقع IMDb (الإنجليزية)
- جون بابوريلي على موقع الموسوعة البريطانية (الإنجليزية)
- جون بابوريلي على موقع مونزينجر (الألمانية)
- جون بابوريلي على موقع ميوزك برينز (الإنجليزية)
- جون بابوريلي على موقع إن إن دي بي (الإنجليزية)
- جون بابوريلي على موقع أول ميوزيك (الإنجليزية)
- جون بابوريلي على موقع ديسكوغز (الإنجليزية)

1. ↑  Internet Movie Database (بالإنجليزية), QID:Q37312
2. ↑  NPR Encylopedia of Classical Music